# Hình tượng con bò trong văn hóa
Trong văn hóa đại chúng, hình tượng con bò được khắc họa trong nhiều nền văn minh lớn và gắn liền với tín ngưỡng thờ phượng xuất phát từ sự gần gũi và vai trò to lớn của bò trong đời sống của loài người. Nhiều dân tộc sùng kính và tôn thờ con bò, nâng hình ảnh con bò lên vị trí Thần Bò và thờ phụng nó là điển hình là ở Ấn Độ người ta thờ con Bò trắng Nandi là vật cưỡi của thần Siva, người Ai Cập thờ thần bò...
Trong văn hóa phương Tây, bò được đề cập qua nhiều câu chuyện thần thoại của Hy Lạp và bò là một con vật trong 12 cung Hoàng Đạo, ứng với cung Kim Ngưu và cũng là một trong những con vật được nhắc đến trong Kinh Thánh. Trong văn hóa Á Đông, bò cũng là động vật nằm trong lục súc, tuy vậy nó bị lép vế nhiều hơn so với hình ảnh con trâu và nhiều khi là hình ảnh ví von cho sự ngờ nghệch, ngu đần.

## Tổng quan
Trong tiếng Việt và danh pháp khoa học thì bò là tên gọi chung để chỉ các loài động vật trong chi động vật có vú với danh pháp khoa học Bos, bao gồm các dạng bò hoang dã và bò thuần hóa, có khoảng 1,3 tỷ bò nhà được nuôi dưỡng, làm cho chúng trở thành một trong những loài động vật có vú được thuần hóa đông đảo nhất về số lượng trên thế giới. Bò nhà được chăn nuôi như gia súc để lấy thịt (thịt bò và thịt bê), như bò sữa để lấy Sữa và các sản phẩm hàng ngày khác, và như động vật cày kéo, kéo xe... Một số sản phẩm có nguồn gốc từ bò bao gồm da thuộc và phân dùng làm phân hữu cơ hay nhiên liệu. Bò có vai trò rất quan trọng trong đời sống loài người. Ở một số quốc gia, như Ấn Độ, bò nắm giữ vai trò quan trọng trong tôn giáo.

## Phương Tây

### Hy Lạp
Có nhiều hình ảnh của con bò trên các đồ trang sức, chạm khắc của văn hóa Hy Lạp, Ai Cập. Con bò là biểu tượng của sức mạnh, sự sung mãn ở người đàn ông và sức khỏe tốt. Người Hy Lạp xem con bò là linh vật trong tình yêu và khả năng sinh sản. Họ cho bò đeo dây chuyền hay vòng hoa và tin rằng điều đó sẽ tăng khả năng sinh dục của loài bò cũng như đem lại may mắn về sức khỏe và năng suất nông nghiệp của gia đình. Biểu tượng của Legio X Fretensis là con bò, con vật linh thiêng của nữ thần Venus(tổ tiên thần thoại của gia tộc Julia), đồng thời biểu tượng của Legio V Macedonica cũng là một con bò đực. Trò chơi đấu bò, người ta không rõ nguồn gốc của trò này dù một mối liên hệ với nền văn hóa cổ Crete được cho là nguồn gốc sinh ra môn này.

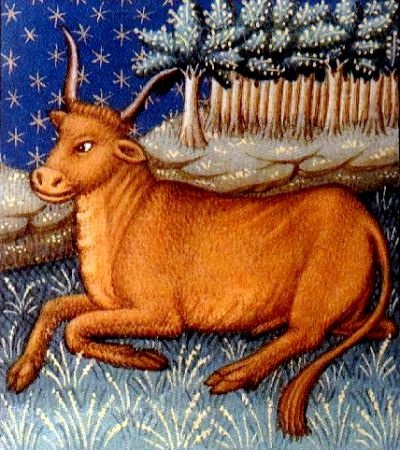
Con bò vàng trong cung Kim Ngưu

Trong 12 cung Hoàng Đạo thì Kim Ngưu (♉) là cung thứ hai, Cung Kim Ngưu được Sao Kim chiếu mệnh cung này liên quan đến câu chuyện thần thoại về cô gái trẻ và thần Dớt. Một buổi chiều tuyệt đẹp, Europa, con gái một vị vua của Phoenicia đang chơi cùng các bạn (có thể là các chị) cạnh bờ sông thì một con bò trắng to lớn không biết từ đâu xuất hiện và tiến lại gần nàng. Kinh ngạc trước vẻ đẹp của chú bò, Europa quên hết cả cẩn trọng, liền ngồi lên lưng. Bất thình lình, chú bò đực nhảy ngang qua đất bằng và biển rộng với một sức mạnh khủng khiếp, bước đi trên sóng chẳng khác nào trên đất liền. Chú bò ấy, kì thực chính là Zeus, chúa tể của các vị thần biến thành. Zeus mang Europa ngang qua biển Địa Trung Hải đến vùng đảo Crete của Hy Lạp, và cưới nàng ở đó. Kể từ đấy, miền đất mà Zeus mang Europa đến được biết đến dưới cái tên Europe, chính là châu Âu ngày nay.
Trong thần thoại Hy Lạp cũng có nhiều câu chuyện liên quan đến bò như nhiều vị thần trong hình dáng bò, Zeus và Europa, Pasiphaë ăn nằm với bò và sinh ra Minotaur,... câu chuyện về Thần Zeus đem lòng yêu nữ thần sông Nin Ios, khi bị Hera phát hiện, Zeus đã biến Ios thành 1 con bò trắng. Biết con bò đó là Ios nên Hera xin con bò về và sai người khổng lồ Argos với các con mắt dày đặc trên người canh giữ Ios ngày đêm. Sau này để giải cứu Ios, Zeus đã sai Hermes giết Argos. Bò xuất hiện trong Mười hai kỳ công của Heracles, đó là nhiệm vụ chinh phục con bò mộng ở Crete. Nữ hoàng Pasiphae của đảo Crete, do sự trả thù của thần linh, đã bị cám dỗ và yêu một con bò. Con bò này do thần Poseidon sai đến. Được sự đồng ý của vua Minos, Heracles được công việc khuất phục con bò và đưa nó về Athens. Nhưng nó rất dữ, Heracles phải dùng cây giáo của con ác điểu Stymphalus để dọa con bò, vì quá sợ hãi nên con bò ngoan ngoãn đi theo Heracles.
Thần thoại Hy Lạp còn kể về Nhân Ngưu Minotaur là một quái vật nửa người nửa bò trong thần thoại Hy Lạp. Nó là con quái vật đáng sợ, gieo rắc nỗi kinh hoàng cho toàn đảo Crete nên vua Minos ra lệnh cho Daedalus làm một mê cung để nhốt nó lại. Mỗi năm, ông đem 7 người con trai và 7 người con gái từ Athena vào cho Minotaur ăn thịt. Mọi chuyện bắt đầu khi Minos muốn làm vua xứ Crete nên ông cầu xin thần biển Poseidon. Poseidon đã cho ông một con bò trắng đẹp tuyệt trần để ông chứng tỏ lòng thành của mình. Nhưng mê mẩn trước vẻ đẹp của con bò, Minos đã đem một con bò giả để thế. Tức giận, thần Poseidon đã trừng phạt Minos bằng cách hóa phép cho hoàng hậu của Minos, Pasiphaë, yêu con bò đó.
Hoàng hậu đã ra lệnh kiến trúc sư Daedalus làm một con bò cái bằng gỗ cho bà chui vào để giao phối với con bò đó và kết quả là sự ra đời của Minotaur. Minotaur đã gieo rắc kinh hoàng cho toàn đảo Crete nên vua Minos ra lệnh cho Daedalus làm một mê cung để nhốt nó lại. Mỗi năm, ông đem 7 người con trai và 7 người con gái từ Athena vào cho Minotaur ăn thịt. Minotaur đã bị tiêu diệt bởi anh hùng Theseus sau khi chàng nghe việc làm tàn ác của vua Minos. Anh đã giết được Minotaur nhờ sự giúp đỡ của Ariadne, con gái vua Minos. Nhờ cuộn chỉ của cô đưa mà anh đã tìm đường thoát được khỏi mê cung.

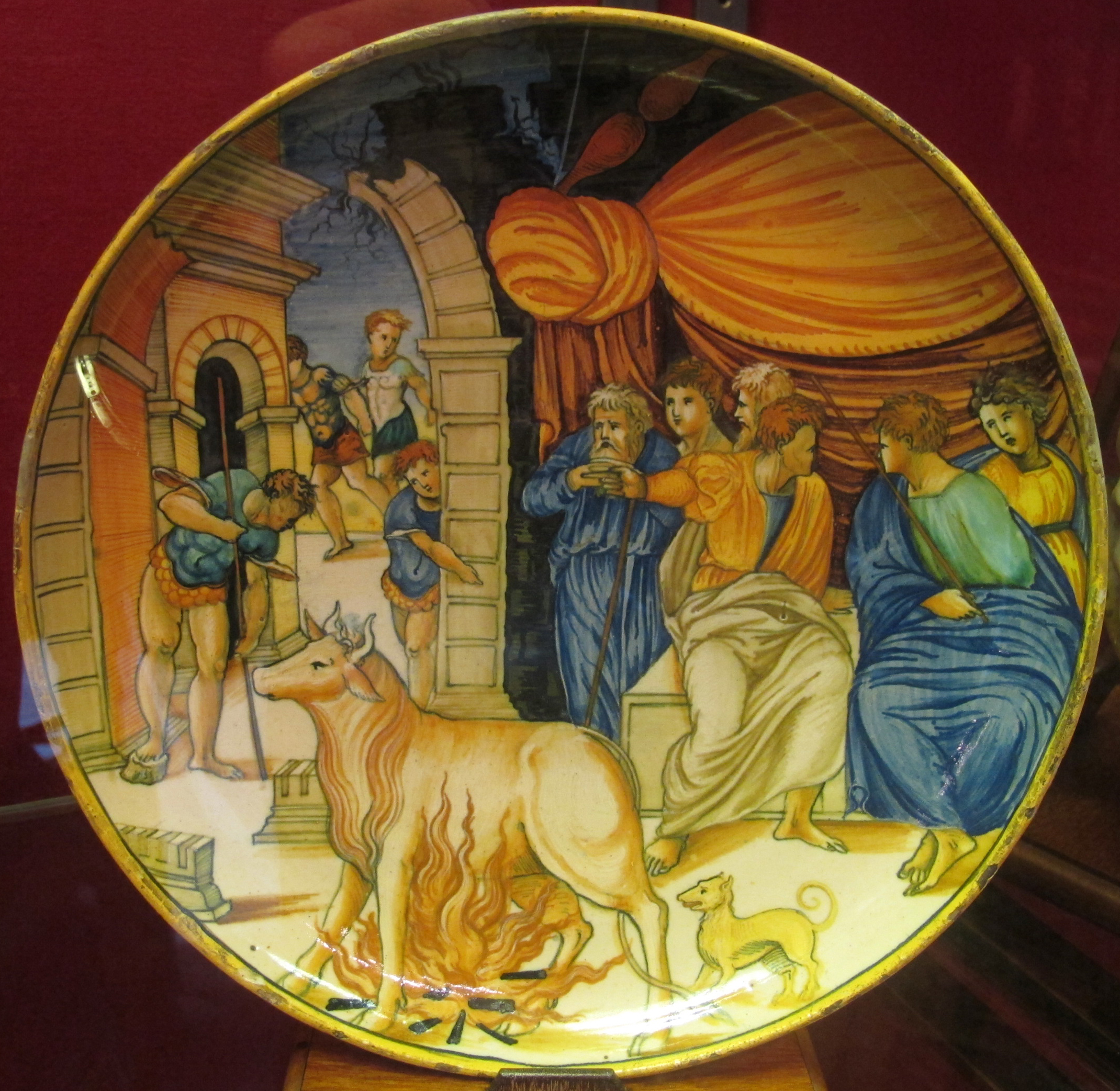
Tranh vẽ về con bò đồng

Về sau này, ở Hy Lạp có hình tượng con bò bằng đồng hay con bò đồng là một phương pháp và công cụ tra tấn và hành hình ở thời Hy Lạp cổ đại, Perillos ở Athens (Perillos of Athens) là người phát minh và đề xuất nó lên Phalaris. Con bò được làm hoàn toàn bằng đồng, rỗng và có một cánh cửa ở một bên. Con bò có hình dạng và kích thước như của một con bò thật, và đã có một bộ máy âm thanh để chuyển đổi tiếng la hét thành âm thanh của một con bò. Bị án được nhốt trong con bò, và đốt lửa bên dưới, làm nóng kim loại cho đến khi người bên trong bị rang đến chết. con bò phải được thiết kế theo cách mà khói bốc ra thành đám mây, phần đầu con bò phải có một hệ thống ống phức tạp để tiếng la hét của tù nhân được hoán cải thành âm thanh giống như tiếng rống của một con bò tức điên lên.
Cũng theo truyền thuyết, khi mở cửa con bò thì xương cháy sém của nạn nhân "tỏa sáng như ngọc và được làm thành vòng đeo tay". Các học giả Kinh Thánh liên kết các thiết kế "con bò đồng" cho bức tượng của vị thần Carthage Baal Hammon (thường được xác định với vị thần trong Kinh Thánh có tên là thần Moloch) trong đó có lễ hiến tế trẻ con sống. Trẻ con sống được đặt trên bàn tay của tượng đầu bê bằng đồng của vị thần, và trượt xuống vào lò thiêu bằng đồng. Tiếng la hét của trẻ thường bị át đi bởi tiếng trống và nhảy múa, vì bàn thờ hiến tế không có hệ thống ống như "con bò đồng" đã có. Bộ phim Immortals (Chiến binh bất tử) năm 2011 có cảnh ba trinh nữ theo một lời sấm truyền bị tra tấn trong "con bò đồng".

### Kinh Thánh
Trong Kinh Thánh có nhắc đến Bò đây là con vật rất gần gũi với người công giáo, cụ thể là trong hang đá ngày lễ giáng sinh hình tượng các con thú vật đứng nằm chung quang đứa bé Giêsu được dựng bày chung quanh luôn có một hai con Bò. Vì Giêsu giáng sinh làm người trong chuồng súc vật giữa cánh đồng Bethlehem, Trâu Bò cũng như con Cừu, con Lừa là nhân chứng cho việc sinh đẻ này. Sau này đi rao giảng Giêsu cũng nói đến hình ảnh con Bò: Thế ngày Sabát, ai trong các ngươi lại không cởi dây dắt Bò lừa rời máng cỏ đi uống nước. Trong sách Khải Huyền của Thánh Gioan nói đến hình con vật thứ hai giống như con Bò có cánh dương rộng ra đang đứng bên ngai Thiên Chúa ngày đêm hát ca tụng Người.
Trong Kinh Cựu ước cũng kể về câu chuyện một vi Vua Ai Cập, một giấc mơ, Vua thấy mình đang đứng trên bờ sông Nin và từ sông Nin có bảy con bò cái đi lên, hình dáng đẹp đẽ và da thịt béo tốt chúng gặm cỏ trong đám sậy. Rồi sau những con ấy, có bảy con bò cái khác từ sông Nin đi lên, hình dáng xấu xí và da thịt gầy còm, chúng đứng bên cạnh những con bò kia, trên bờ sông Nin. Bảy con bò cái hình dáng xấu xí và da thịt gầy còm ăn thịt bảy con bò cái hình dáng đẹp đẽ và béo tốt. Vua ra lệnh mọi người phải giải thích về giấc mơ này. Giuse giải thích rằng: Bảy con bò cái tốt là bảy năm, bảy bông lúa tốt là bảy năm, Bảy con bò cái ốm nhom và xấu xí đi lên sau chúng là bảy năm, và bảy bông lúa còi và nám cháy vì gió đông là bảy năm đói kém.

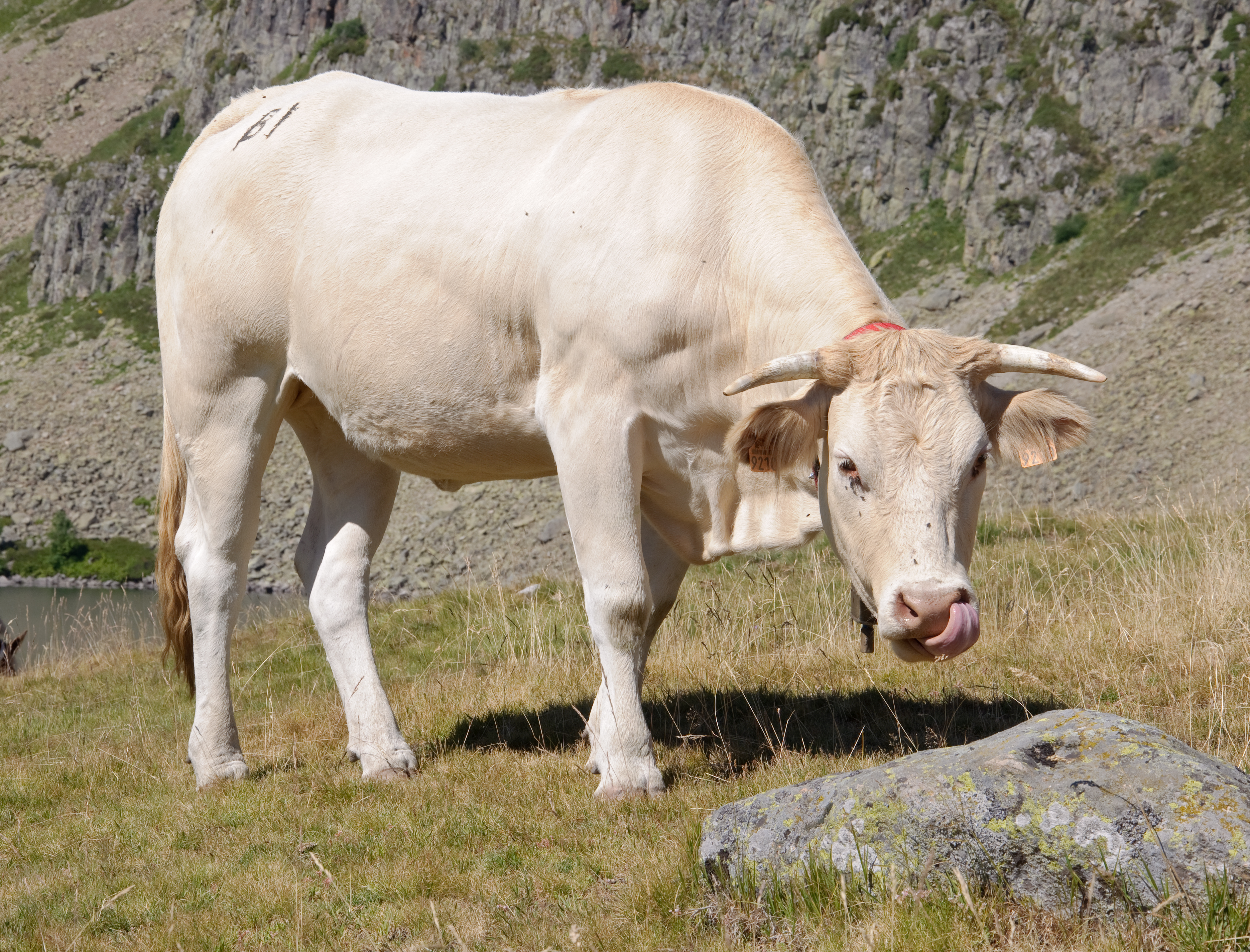
Một con bò trắng, bò trắng được thể hiện nhiều trong các tín ngưỡng

Xuất Hành chương 32, kể khi dân Do thái mới được Thiên Chúa cứu thoát khỏi kiếp sống nô lệ bên Ai Cập chưa được bao lâu, họ đã đúc con bò vàng và coi đó là Thiên Chúa của mình, tổ chức cúng bái thờ lạy nó, rồi mở hội vui chơi nhảy múa. Chính dân Israel không tuân giữ giới răn của Chúa. Họ đã gây áp lực với tư tế Aharon để làm con bò vàng thay thế Giavê Thiên Chúa, là Đấng đã giải thoát Israel ra khỏi Ai Cập. (lưu ý đây chỉ là tội của dân, tội thờ ngẫu tượng chứ không phải văn hóa thờ bò vàng của dân Do thái. tội này đã bị mô sê khiến trách và sau đó họ đã bỏ nó)
Trong kinh Cựu Ước bò được nhắc đến trong kinh Cựu ước thông qua câu chuyện về Chúa gọi và chọn ông Áp-ra-ham để khởi đầu cho một dân riêng của Chúa. Để chứng minh lời hứa của mình về quyền sở hữu đất đại của ông Áp-ra-ham, Chúa đã truyền cho ông Ap-ra-ham tìm vật đính ước gồm một con bò cái ba tuổi, một con dê cái ba tuổi, một con cừu đực ba tuổi, một chim gáy, và một bồ câu non làm vật tế lễ để thiết lập giao ước, các con vật phải ở hạn ba tuổi là vì chúng đang trong thời kỳ tinh tuyền, không vết nhơ, và không bị uế tạp. Ông Áp-ra-ham đã làm theo lời chỉ dạy. Ông đặt tất cả lễ vật lên trên bàn thờ.
Trong Cựu ước cho rằng, Chúa đồng ý tha thứ lỗi lầm cho người có tội nếu họ mang tế vật, đặc biệt là con dê, đến trước bàn thờ Chúa để các vị tư tế sát tế nó. Máu chiên, bò, và dê đã trở thành biểu tượng và dấu ấn giữa Chúa và con người. Kinh Thánh cũng nói đến chuyện Chúa đã chê bài lễ vật: Ngần ấy lễ lược của các ngươi, đối với ta, nào có nghĩa lý gì? Lễ toàn thiêu chiên cừu, mỡ bê mập, Ta đã thấy ngấy. Máu bò, máu chiên dê ư, Ta đây chẳng có thèm đâu! (Is 1:11).
Bò của ngươi, ta nào có tha thiết
Chiên của ngươi, chẳng lẽ ta ham hố!
Vì thú rừng là của ta hết thảy,
Cả ngàn muôn loài vật và núi đồi
Mọi thứ chim trời, ta đều nắm rất rõ,
Động vật nơi hoang dã chính thuộc về ta.
Ta mà đói, ta đâu cần nói cho các ngươi hay,
Vì trái đất với mọi loài, chính ta làm chủ.
Thịt bò há là thức ăn của ta ăn ư?
Máu chiên há là đồ để ta uống à?
Trong kinh Tân Ước con số tám ngày liên quan đến chuyện con dê trong Cựu ước. Chúa đã nói với Mô-sê rằng Bê, chiên, hay dê, sau khi sinh, sẽ ở với mẹ nó bảy ngày, từ ngày thứ tám trở đi, nó sẽ được đoái nhận làm lễ tiến, làm lễ hỏa tế dâng Chúa (Lv 22:27). Ma-ri-a và tGiu-se đã không tiến dâng một con dê hay con cừu, nhưng đã tiến dâng một đôi chim bồ câu non thể theo luật truyền dạy. Giao Ước cũ trong Cựu ước là máu của chiên, bò, và dê. Giao Ước mới trong Tân ước thì không dùng máu súc vật nữa.

### Bắc Âu

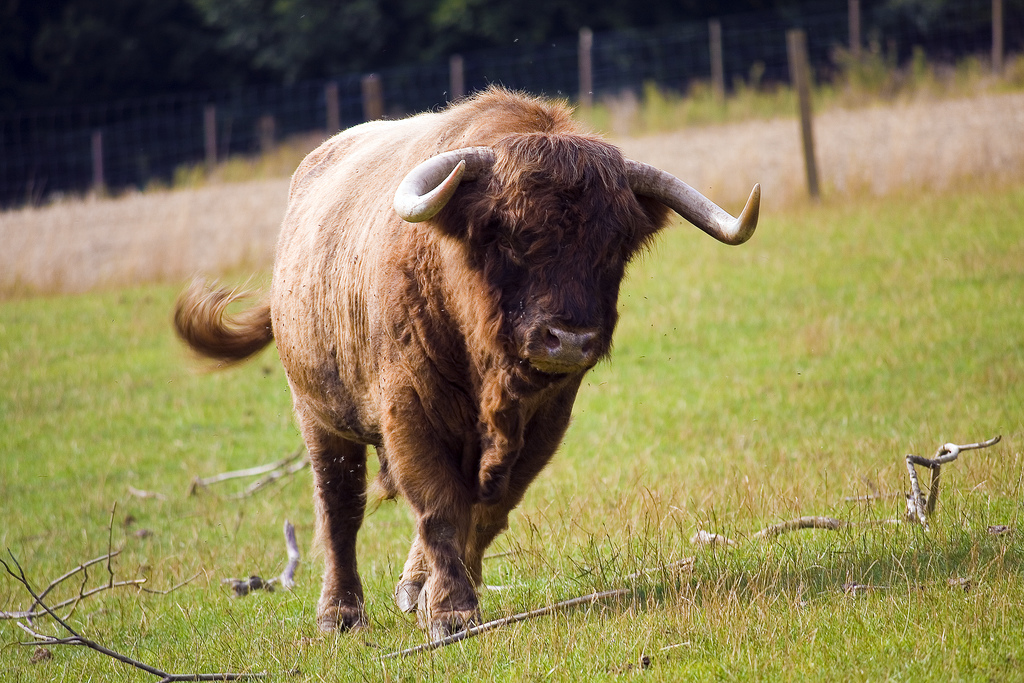
Một con bò đực giống ở châu Âu

Trong thần thoại Bắc Âu, có kể về sự ra đời của thế giới và con người gắn liền với loài bò. Ban đầu thế giới chỉ có gồm vùng đất băng giá Niflheim và vùng đất rực lửa Muspelheim. Giữa hai vùng đất này là Ginnungagap - khoảng trống nơi không có gì sinh sống. Ở Ginnungagap, lửa của Muspelheim đã làm băng của Niflheim thành người khổng lồ đầu tiên Ymir và con bò khổng lồ Auðumbla. Ymir sống nhờ sữa của con bò này. Con bò Audumbla liếm băng tạo thành vị thần đầu tiên Búri cha của Borr, và Borr là cha của ba Aesir đầu tiên: Odin, Vili và Ve.

### Châu Âu

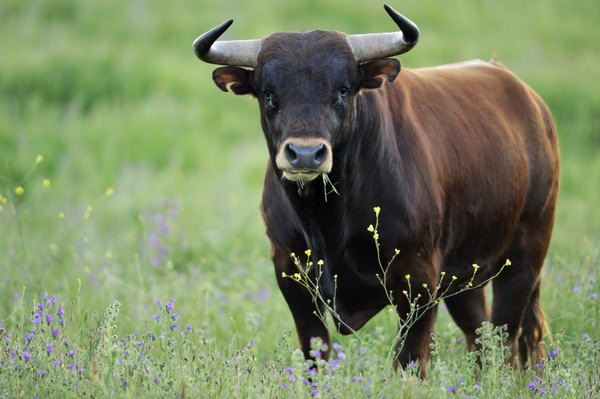
Một con bò đấu

Ở Tây Ban Nha có truyền thống những trận đấu bò và đội bóng Tây Ban Nha được biệt danh là xứ sở chú bò tót. Hình ảnh con bò Hà Lan cho nhiều sữa tươi để làm thành nhiều món thực phẩm trên khắp thế giới đã trở thành một linh vật không chính thức của đất nước Hà Lan. Con bò cười (tiếng Pháp: La Vache qui rit) là một thương hiệu sản phẩm pho mát của hãng sản xuất pho mát Groupe Bel của Pháp, cũng là tên của sản phẩm phổ biến nhất của hãng này. Một loại bánh mì trứ danh có tên gọi là bánh sừng bò với tên bánh thuở ban đầu là Kipfel (trăng lưỡi liềm) biến thành Croissant (bánh sừng bò), việc người ta biết đến cái tên bánh sừng bò phổ biến hơn là do hình dạng của nó giống như cặp sừng bò.

## Phương Đông

### Ai Cập
Bò là con vật là quan trọng đến mức nhiều vị thần Ai Cập được cho là có hình dáng của B. aegyptiacus, các vị thần đáng chú ý có Hathor, Ptah (như là thần bò Apis), Menthu (như là thần bò Bukha) và Atum-Ra (như là thần bò Mnevis). Những vị thần trong Tôn giáo Ai Cập cổ đại có hình dáng có liên quan bò có thể đến là:
- Apis - Con bò đực thiêng của Ptah
- Bakha - Con bò thiêng của Ai Cập
- Bat - Nữ thần với gương mặt của người, tai và sừng bò
- Hathor - Nữ thần tình yêu và âm nhạc, có biểu tượng là con bò cái. Nàng thường hiện thân dưới dạng một con bò thần xinh đẹp với hai chiếc sừng nâng giữ đĩa mặt trời và đeo chuỗi vòng cổ Menat, hoặc là một người phụ nữ xinh đẹp với đầu bò và đôi mắt thần của Ra.[7]
- Isis - Nữ thần của các bà mẹ, có biểu tượng là ngai vàng, đĩa mặt trời, sừng bò và cây sung dâu
- Meskhenet - Nữ thần của những đứa trẻ, có biểu tượng là tử cung con bò
- Mnevis - Con bò đực thiêng của Heliopolis
- Ptah - Thần sáng tạo và quyền lực có màu xanh, có biểu tượng là con bò đực Apis

### Trung Đông
Con bê hay con bò mộng bằng vàng là hình ảnh của thần linh được tôn thờ nhiều nhất trong vùng Trung Đông Cổ, chẳng hạn như tại Canaan, tại Ugarít và bên Siria, nơi thần Baal Hadad, tức là thần bão tố, tay cầm sấm sét đứng trên một con bò mộng. Hình tượng này cũng được tôn thờ trong vùng Hạ Ai Cập. Con bò mộng Apsis được tôn thờ trong đền thờ thành phố Heliopolis, như là sự nhập thể của thần Osiride, và con bò mộng Mnervis được tôn thờ trong đền thờ Ptah tại Memphi, như là sự nhập thể của thần mặt trời. Vua thiết lập những nơi cao và đặt các tư tế lấy từ đám thường dân, không thuộc hàng con cháu Lêvi. Vua Ai Cập Giêrôbôam dâng lễ tế cho các con bò mộng vua đã làm ra. Việc tôn thờ hai con bò vàng trong các trung tâm thờ tự Betel và Dan kéo dài cho tới khi vương quốc Israel miền Bắc bị tiêu diệt năm 722 trước công nguyên bởi đế quốc Assiria dưới thời vua Sargon II cai tri Assiria từ năm 722 đến 705 trước công nguyên.

### Ấn Độ
Trong văn hóa của người Ấn Độ, bò là loài vật thiêng liêng, được tôn thờ như những vị thần, Bò là linh vật ở Ấn Độ, nhất là với cộng đồng theo đạo Hindu. Những tín đồ Bàlamôn giáo thờ con bò, người theo đạo Bàlamôn tôn thờ con bò như đấng thiêng liêng của mình, họ không ăn thịt bò, thậm chí còn ví vẻ đẹp đôi mắt của thiếu nữ như mắt bò cái. Điều đó chứng tỏ ở đây xa xưa cộng đồng người ở đây đã lấy con bò làm tổ tiên của mình. Người Hindu coi bò là linh vật, nhưng trâu thì không. Nhiều tín đồ Hindu coi bò là biểu tượng sống của tín ngưỡng mà họ tôn thờ. Các tổ chức từ thiện của người Hindu điều hành các "gaushala" (trung tâm bảo vệ bò) ở nhiều thành phố. Họ đưa những con bò lang thang tới gaushala để chăm sóc. Với nhiều tín đồ Hindu, cho bò ăn là một cách để lấy lòng thánh thần và biến ước nguyện thành sự thật, người ta nắm đuôi con bò rồi để nó chạm vào đầu, Đó là cách để cầu thánh thần ban phúc

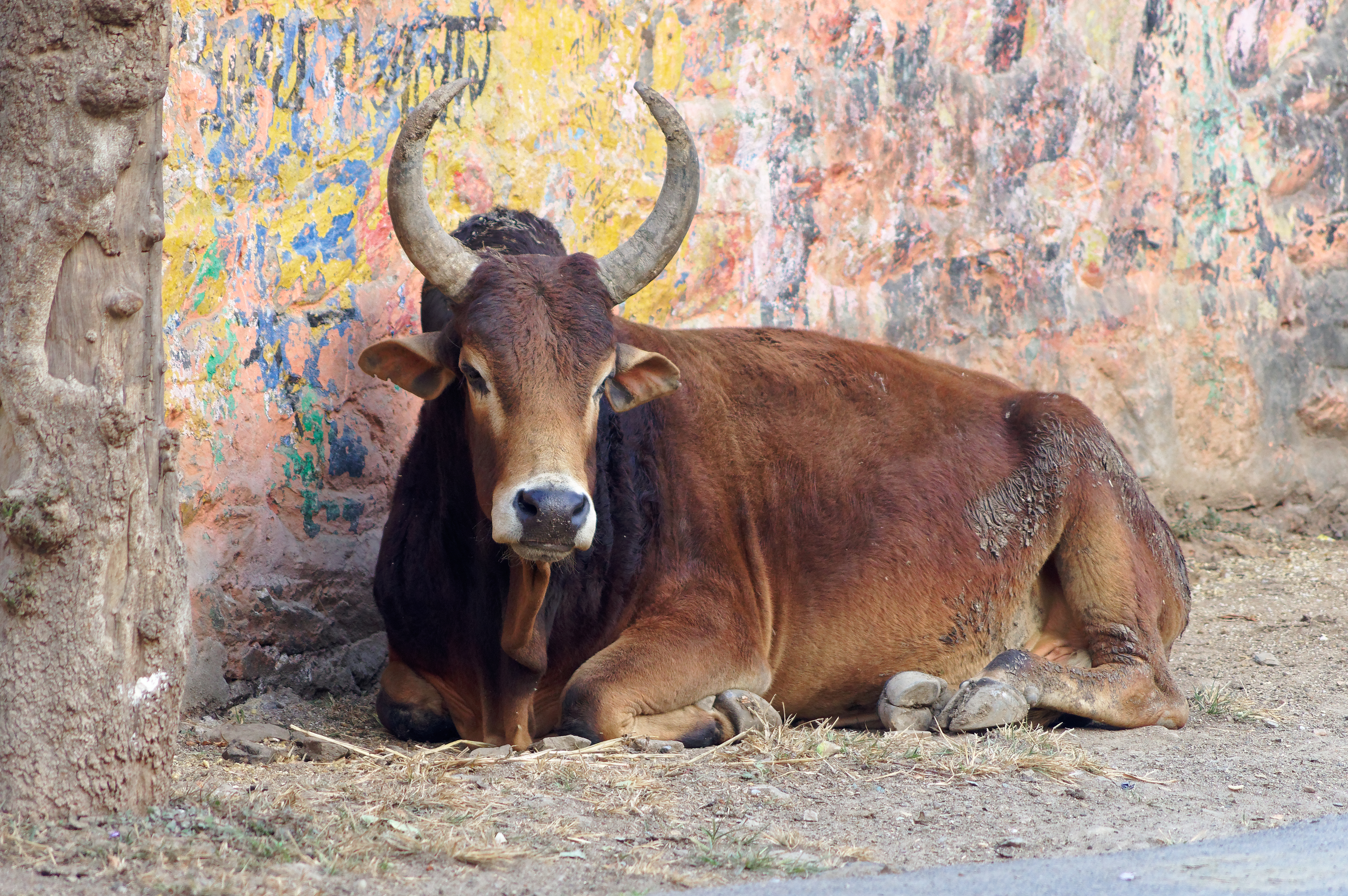
Một con bò ở Ấn Độ

Sự thần thánh của bò bắt nguồn từ việc bò là vật cưỡi của thần Shiva. Đây là con bò mộng Nandi. Bò thần Nandin hay còn gọi là Nandi, Nandil, còn có tên khác là Kapin (hoặc Kapil) được người ta cho rằng là hai mắt tròn, bò Nandin còn có con mắt thứ ba. Con mắt này gọi là thiên nhãn phát ra những phép thuật nhiệm mầu và là mối liên kết giữa con người và thần linh. Đối với người Chăm thì Nandin biến thành bò thần Kapin và trở thành nhân vật trong truyện cổ dân gian Chăm theo đó con bò này được thờ như là một vị thần có nhiều quyền năng.
Theo truyền thống, người Ấn chỉ kiêng ăn thịt bò tuy vậy họ không kiêng uống sữa bò người Ấn giáo lại không dùng thịt bò và khi tới Ấn Độ thì tránh mang những món hàng làm từ da thuộc vì bò được xem là con vật linh thiêng ở nước này. Sự tôn sùng bò như vậy nên ở Ấn Độ xảy ra hiện trạng là bò tự do đi lại lung tung và phóng uế bừa bãi
Cũng ở Ấn Độ, việc tôn sùng quá mức đối với con bò đã khiến một con bò bị dị tật bẩm sinh hay một con bò 6 chân ở Ấn Độ đã được nhiều người dân nơi đây sùng bái, tôn thờ. Người dân Ấn Độ tin rằng con bò này mang lại may mắn cho bất cứ ai chạm vào cặp chân thừa trên cổ của nó. Một số người còn khẳng định rằng nó là biếu tượng của vị thánh Hồi giáo, người ta còn đến để xem cặp chân thánh và thể hiện sự kính trọng của họ bằng tiền quyên góp, mọi người cũng chào đón mẹ bò và xin phước lành. Hầu như ai cũng muốn chạm vào cặp chân thừa. Ngoài ra tại Ấn Độ và Mã Lai những vùng thuộc ảnh hưởng của Văn hóa Ấn Độ giáo, bò cũng có vai trò nhất định, chẳng hạn như bò tót được xem là biểu tượng của sức mạnh và sự cường tráng. Ở Thái Lan, bò tót đỏ (tiếng Thái: กระทิงแดง Krathing Daeng) là biểu trưng cho sản phẩm nước uống tăng lực nổi tiếng bò húc.
Trong đạo Phật, bò cũng được đưa vào một số bài kinh để làm ví dụ giảng giải. Như là bài kinh thứ 33 trích trong Kinh Trung Bộ từ tiếng Pali. Kinh này Phật dạy người chăn bò phải có đầy đủ 11 đức tính mới có thể chăn giữ được đàn bò của mình tốt đẹp. Mười một đức tính đó bao gồm: Không biết rõ các sắc. Không khéo phân biệt các tướng. Không từ bỏ trứng của con bò chét. Không biết băng bó vết thương cho bò. Không biết xông khói cho bò tránh muỗi, đàn bò sẽ không tốt. Không biết chỗ nước có thể lội qua, Người chăn bò không biết chỗ nước để cho bò lội qua, không biết chỗ nào sông cạn sông sâu.
Không biết chỗ uống nước, người chăn bò không biết rõ chỗ nước uống. Không biết con đường. Không khéo đối với các đàn bò. Nếu không biết chỗ nào có nước tốt, ăn ngon mà cho bò uống nước đục thì bò không lớn nổi. Người chăn bò phải biết khéo léo với các chỗ đàn bò có thể ăn cỏ. Vắt sữa bò đến khô kiệt. Không chú ý săn sóc đặc biệt con bò đầu đàn, con bò lớn tuổi. Đối với người chăn bò phải biết quan tâm, chăm sóc bò cao tuổi, tức là những con bò già, chậm chạp. Người chăn bò có 11 đức tính kể trên thì đàn bò mới được hưng thịnh, giúp cho đàn bò phát triển tốt đẹp, hữu dụng.
Tại Việt Nam, một ngôi chùa ở Bình Chánh đã cho một con bò quy y. Trong một lần được người thương lái đưa ra lò mổ, khi đi ngang qua cổng chùa Pháp Hải (huyện Bình Chánh), con bò bỗng dừng lại không chịu đi. Chứng kiến cảnh tượng ấy, nên các sư trong chùa đã mua lại con bò về nuôi vì cho rằng, cái duyên với Phật chưa dứt, vì thế các sư tại chùa Pháp Hải ngay lập tức làm lễ quy y cho chú bò. Tuy nhiên, dư luận cho rằng việc “quy y” cho bò chỉ là điều mê tín.Theo truyền thống Phật giáo Trung Quốc, người ta nghĩ rằng, quy y cho các loài động vật, gieo duyên cho chúng để tái sinh hết kiếp này để ra kiếp sau trở thành người.
Tuy nhiên ngay trong Phật giáo cho rằng con bò ý thức hoạt động rất là kém cho nên người Việt Nam thường dùng hình ảnh con bò để chỉ những người "có đầu mà không có óc", không phát triển ý thức, không phát triển trí tuệ. Bản thân loài bò thì nó dừng bất kỳ nơi đâu mà nó thích. Đây là trường hợp ngẫu nhiên, con bò dừng lại ngay vị trí của ngôi chùa làm cho người ta liên tưởng đến có lẽ do nhân duyên kiếp trước con bò là người hay là Phật tử. Nay đến chỗ này, con bò không chịu đi nữa, nó muốn dừng lại và các thầy ở đây làm lễ quy y và nên xem đây là chuyện bình thường.

### Việt Nam
Nhìn chung thì bò cũng có hiện diện trong văn hóa Việt Nam nhưng ít phổ biến hơn so với trâu thậm chí trong ca dao dân ca thì bò có phần lép vế. Người xưa hay cười nhạo bò là con vật ngốc, ngố đần, nhưng bò đã làm giúp người nhiều việc, từ kéo xe đến đẩy cày, trong đời sống thường ngày bò cũng coi là có tình cảm, tính khí lại lành hiền. Trong chữ Hán con bò vàng già (lão hoàng ngưu) là chỉ tượng trưng những người làm việc cần cù, có góp công sức lớn lao và không bao giờ khoe khoang, là một danh hiệu rất quý nhưng trong tiếng Việt, con bò là một biểu tượng cho ngu đần. Người ta nói: ngu như bò, đầu bò đầu bướu (bướng bỉnh, ngang ngạnh) con bò vàng già chỉ là người già yếu chậm chạp ngu dốt.
Nhà thơ Phạm Hổ đã sáng tác bài thơ: Chú bò tìm bạn
Mặt trời rúc bụi tre
Buổi chiều về nghe mát
Bò ra sông uống nước
Thấy bóng mình ngỡ ai
Bò chào: "Kìa anh bạn!
Lại gặp anh ở đây!"
Nước đang nằm nhìn mây
Nghe bò, cười toét miệng
Bóng bò, chợt tan biến
Bò tưởng bạn đi đâu
Cứ ngoái trước nhìn sau
"ậm ò..." tìm gọi mãi.
Người Khmer thì có câu Con bò mạnh không thoát roi. Ở các huyện Châu Thành, Châu Phú, Thoại Sơn ở An Giang, Hòn Đất và Kiên Lương ở Kiên Giang có lễ hội đua bò Bảy Núi mở rộng tỉnh An Giang. Đây là lễ hội diễn ra hàng năm chào mừng ngày lễ Dolta của người Khmer Nam bộ. Cũng ở Việt Nam, bò tót được người dân tộc thiểu số gọi là con min, nghĩa là trâu rừng, do chúng có hình dáng tương tự loài trâu. Thuật ngữ bò đồng âm với động tác bò, một cách di chuyển của con người hay các loài động vật. Người ta cũng dùng thuật ngữ Đường lưỡi bò để chỉ về cách phân 9 đoạn trên bản đồ Biển Đông của người Trung Quốc và cho rằng Đường lưỡi bò là một yêu sách phi lý.

### Người Chăm
Đối với người Chăm, họ thần tượng con bò đực (Nandin) người Chăm gọi còn gọi là Limoaw Kapil. Bò Nandin có vai trò rất quan trọng không những trong kiến trúc, điêu khắc mà còn trong đời sống tâm linh tín ngưỡng tôn giáo của người Chăm mà ở bất kì địa vị nào trong xã hội, quý tộc, tu sĩ, thường dân. Tầng lớp Sudra (nô lệ) khi chết đều hỏa táng đều có hình tượng bò Nandin trong dàn hỏa táng và nó đã đi vào đời thường của từng con người Champa xưa cũng như người Chăm hiện nay. Trong đám tang của người Chăm Bà La Môn bò Nandin thường được làm biểu tượng "Heng" mà Chăm gọi là Limoaw Kapil. Limoaw Kapil là một trong những biểu tượng được vẽ đầu tiên và dán trên nhà hỏa táng và đòn khiêng.
Bò Nandin là con bò đực, có màu lông trắng như tuyết. Bò thần Nandin là vật cưỡi của thần Shiva có nhiệm vụ đưa linh hồn người chết qua con sông và nhiệm vụ bảo vệ, giữ gìn và dẫn đường cho linh hồn người quá cố lên thiên đường hòa nhập với đại linh hồn vĩ đại của thế giới cực lạc. Người Chăm quan niệm bò Nandin sẽ giữ gìn và bảo vệ linh hồn người chết thoát khỏi sự cám dỗ của ma quỷ giúp người chết đi đúng đường của đạo, con đường của cực lạc và chính bò Nandin là con vật chở linh hồn người chết được tái sinh.
Bò Nandin được tạc tượng bằng đá và nghệ nhân làm bằng chất liệu đá. Với tư thế hai chân trước và hai chân sau quỳ phục, đây là tư thế phổ biến ở điêu khắc bò thần Champa. Ngoài ra thân bò có cục bướu tròn tạo cho con bò rất uy nghi, đặc biệt là có 3 mắt. Bò này được thể hiện rất nhiều ở các công trình kiến trúc và nhất là ở điêu khắc với ý nghĩa là Bảo vệ và thường đặt ở lối vào ngay ở trước cửa tháp Champa cổ. so sánh với bò thần Nandin khơme có những nét thô đầu to và sừng vuốt cong, không có trang trí hoa văn. Nhưng nhìn chung, có phong cách gần gũi với bò Nandin Chămpa.

## Châu Mỹ

### Người da đỏ

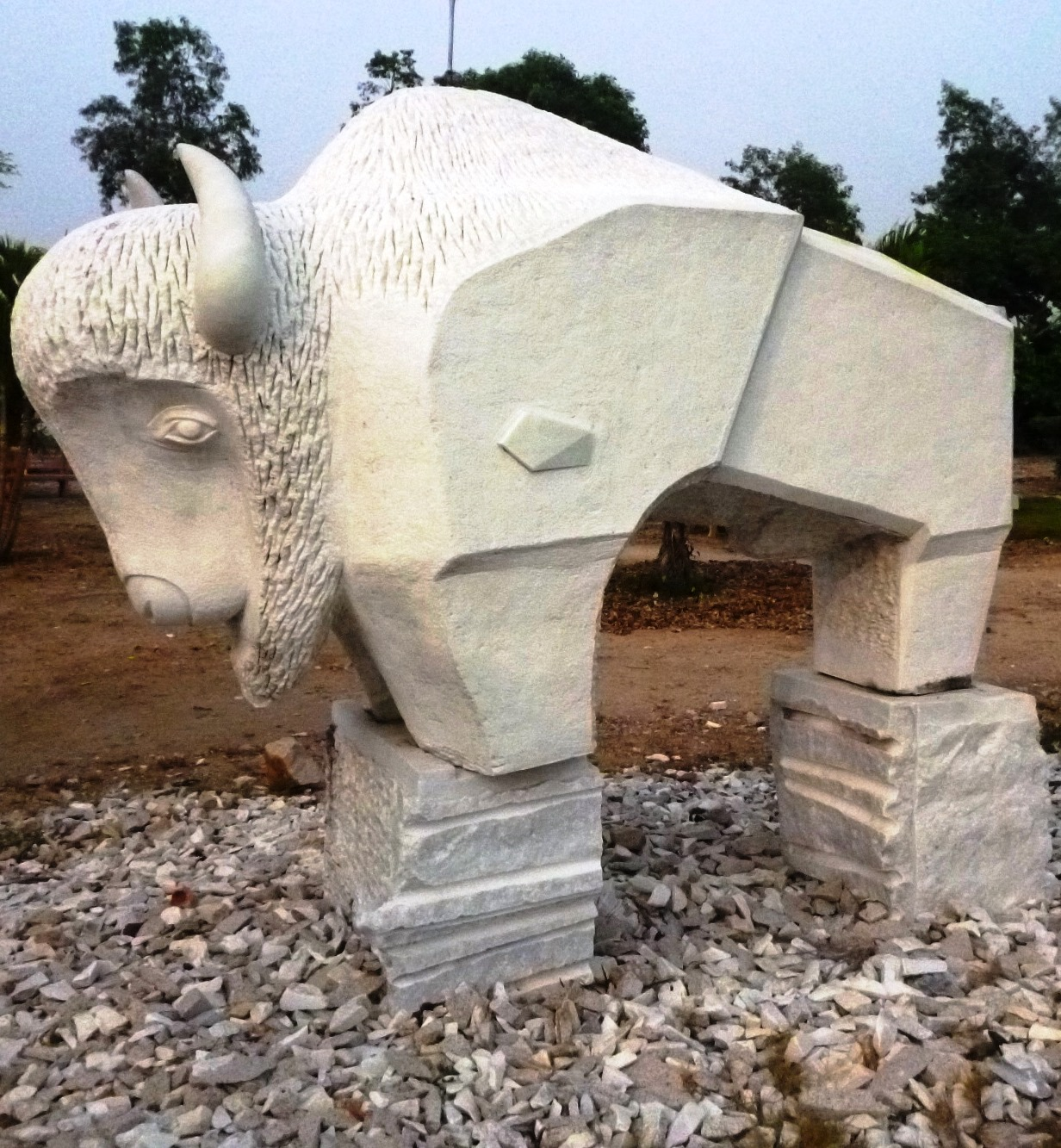
Tượng bò Bison ở Công viên tượng ở An Giang năm 2014

Ở Châu Mỹ, loài bò rừng gắn liền với văn hóa bản địa của người da đỏ là Bò rừng Bizon (Bò rừng bizon Bắc Mỹ) Trong số các bộ lạc người Mỹ bản địa, đặc biệt là ở vùng đồng bằng, những con bò Bison được coi là một động vật linh thiêng và biểu tượng tôn giáo. Theo giáo sư Neyooxet Greymorning thì những câu chuyện tạo ra từ nguồn gốc những con bò này đã đặt chúng ở một nơi rất thiêng liêng trong nhiều bộ lạc. Bò vượt qua nhiều lĩnh vực khác nhau và chức năng, và nó đã được sử dụng trong nhiều cách thức. Nó được sử dụng trong các nghi lễ, bò cũng có vai trò thiêng liêng nhất trong xã hội đối với phụ nữ.
Trong số các bộ lạc người da đỏ Mỹ bản địa, đặc biệt là các vùng đồng bằng đại bình nguyên, các con bò Bison được coi là một con vật linh thiêng, biểu tượng tôn giáo. Những câu chuyện tạo ra các nơi bò xuất hiện cho chúng ở một nơi rất thiêng liêng trong số rất nhiều bộ lạc. Nó được sử dụng trong các nghi lễ, dùng làm lều Tipi đó cung cấp nhà ở cho người dân, đồ dùng, khiên, vũ khí và các bộ phận được sử dụng cho khâu với các gân. Những bộ lạc người Sioux xem xét sự ra đời của một con bò trắng được sự trở lại của Nữ nhân bê trắng (White Buffalo Calf Woman), tiên tri văn hóa chính của họ và các nghi lễ của họ "Bảy Thánh Lễ".

### Tại Hoa Kỳ
Bò rừng Mỹ thường được sử dụng ở Bắc Mỹ trên những con dấu chính thức, cờ, và biểu tượng. Tại Hoa Kỳ, bò rừng bizon Mỹ là một biểu tượng phổ biến ở các bang như Kansas, Oklahoma và Wyoming đã thông qua coi chúng là một biểu tượng quốc gia của Bang. Nhiều đội thể thao đã chọn bò rừng bizon là linh vật của họ. Tại Canada, bò rừng là loài động vật chính thức của tỉnh Manitoba và xuất hiện trên lá cờ Manitoba. Nó cũng được sử dụng trong áo chính thức của Lực lượng Cảnh sát cưỡi ngựa Hoàng gia Canada (Royal Canadian Mounted Police).
Đến nay, những tổ chức sau đây đã sử dụng bò rừng Bison làm linh vật (vật lấy phước):
- U.S. Department of the Interior
- Beachwood High School (Trường cấp ba Beachwood
- Bethany College (West Virginia): Trường Cao đẳng Bethany, Tây Virginia
- Bucknell University: Trường Đại học Bucknell
- Buffalo, New York
- Buffalo Bills
- Buffalo Bisons
- Buffalo Bulls
- Buffalo Grove High School: Trường cấp ba Buffalo Grove
- Buffalo Sabres
- University at Buffalo, The State University of New York: Trường đại học Buffalo
- USS Buffalo submarine
- University of Colorado: Trường Đại học Colorado
- Gallaudet University: Trường đại học Gallaudet
- Harding University: Trường đại học Harding
- Howard University: Trường đại học Howard
- Seal of the State of Indiana: Con dấu của Bang Indiana
- Lipscomb University: Trường Đại học Lipscomb
- Coat of Arms of Manitoba: Huy hiệu của Manitoba
- Flag of Manitoba: Cờ của Manitoba
- University of Manitoba Trường Đại học Manitoba
- Marshall University: Trường Đại học Marshall
- Milligan College: Trường Cao đẳng Milligan
- Independence Party of Minnesota: Đảng Độc lập Minnesota
- Ralph Nader (linh vật trong chiến dịch tranh cử 2008)[22]
- Nichols College: Cao đẳng Nichols
- North Dakota State University: Đại học bang Bắc Dakota
- Oklahoma Baptist University: Đại học báp têm Oklahoma
- Oklahoma City Thunder
- Point Park University
- Royal Canadian Mounted Police
- Southwestern Law School: Trường Luật phương Nam
- CFB Wainwright
- West Texas A&M University: Đại học Tây Texas A&M
- Regional Municipality of Wood Buffalo

Trong ngôn ngữ ngọc, thì con bò (buffalo) có nghĩa là kẻ bắt nạt. Ở Mỹ có lưu truyền cụm từ "Buffalo buffalo Buffalo buffalo buffalo buffalo Buffalo buffalo" là một câu hợp lệ ngữ pháp trong tiếng Anh. Câu là một ví dụ về cách thức mà các từ cùng chữ viết nhưng khác nghĩa (homonym) và các từ đồng âm nhưng khác chữ viết (homophone) có thể được sử dụng để tạo ra các cấu trúc ngôn ngữ phức tạp. Nó có nghĩa là: Chính mấy con bò bison tại Buffalo mà bị mấy con bò bison tại Buffalo khác ăn hiếp, lại ăn hiếp mấy con bò bison tại Buffalo. Ý nghĩa muốn nói lên của câu này trở nên rõ ràng hơn khi được hiểu rằng nó dùng thành phố Buffalo, New York và động từ ít phổ biến là "to buffalo" (có nghĩa là "ăn hiếp hay bắt nạt"). Bò bison, trong tiếng Anh Mỹ là "buffalo". Câu này giả sử rằng giống bò bison ở Buffalo có một lịch sử bắt nạt với các con bison khác, cũng từ Buffalo mà đến.

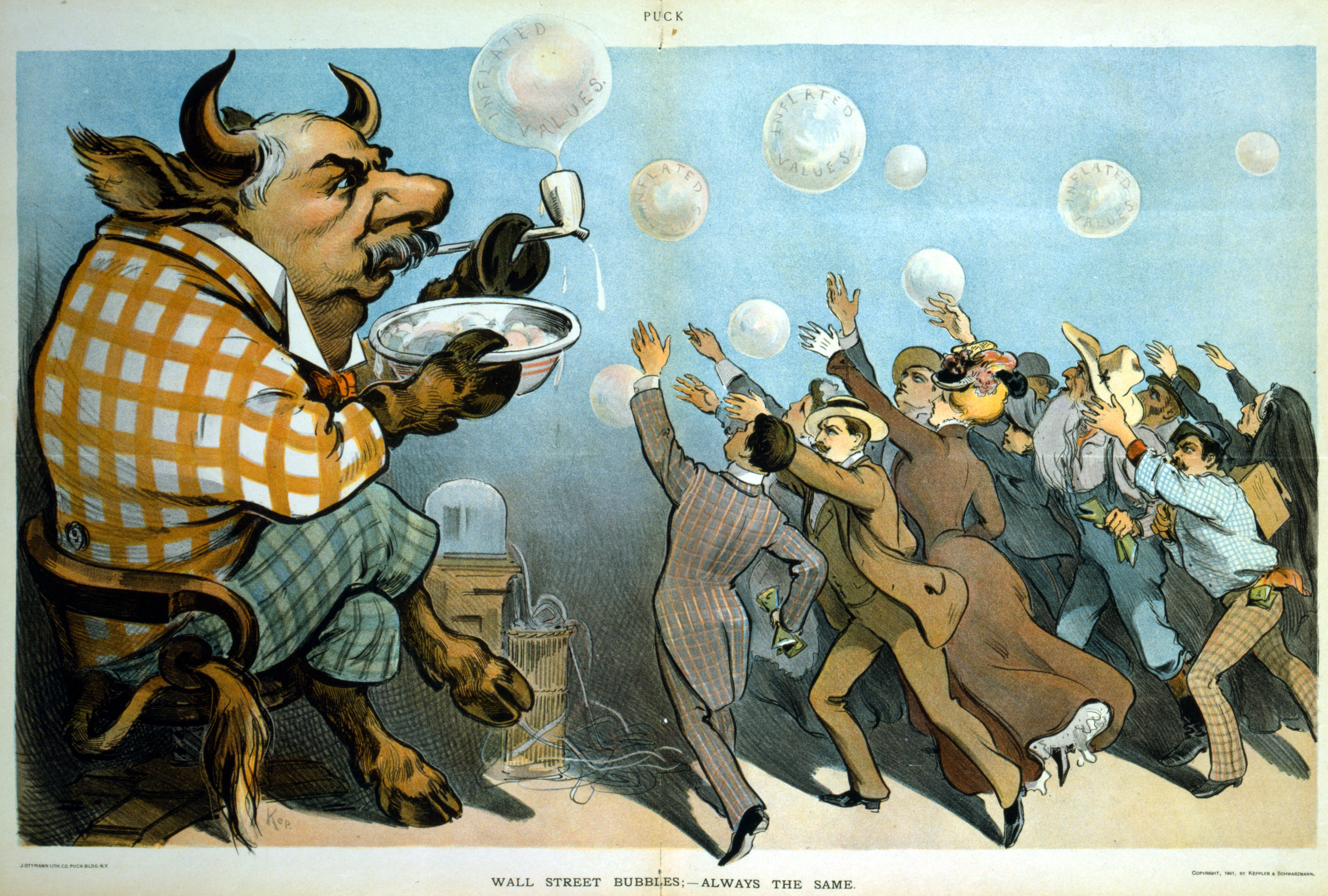
Một tranh vui năm 1901 mô tả nhà tài chính J. P. Morgan như một con bò đực với các nhà đầu tư háo hức

Trong tài chính, có khái niệm liên quan đến bò đó là thị trường bò, nó là thuật ngữ phản ánh về xu hướng thị trường. Các thuật ngữ thị trường Bò và thị trường Gấu mô tả các xu hướng thị trường đi lên và đi xuống, một cách tương ứng, và có thể được sử dụng để mô tả toàn bộ thị trường hay các lĩnh vực và chứng khoán riêng biệt. Nhóm tác phẩm điêu khắc quốc tế Mark và Diane Weisbeck đã được chọn để thiết kế lại Thị trường Bò của phố U-ôn. Điêu khắc chiến thắng của họ, "Bull Market Rocket" đã được chọn làm biểu tượng thế kỷ XXI, hiện đại của Thị trường Bò xu hướng lên.
Nguồn gốc chính xác của cụm từ "thị trường bò" không ai biết tới. Từ điển tiếng Anh Oxford trích dẫn một sử dụng 1891 của thuật ngữ "thị trường bò". Trong tiếng Pháp "bulle spéculative" chỉ một bong bóng thị trường đầu cơ. Từ điển từ nguyên trực tuyến liên quan từ "bull" tới "thổi phồng, sưng lên", và định ngày cho ý nghĩa thị trường chứng khoán của nó vào năm 1714. Các phong cách chiến đấu của cả hai con thú có thể có một tác động lớn đến những cái tên. Khi một con bò đực chiến đấu nó sẽ hất sừng của nó lên, khi một con gấu chiến đấu nó sẽ đè xuống đối thủ của mình với bàn chân của nó. Nó cũng liên quan đến tốc độ của động vật: con bò đực thường tính ở tốc độ rất cao trong khi gấu thường được coi là một kẻ di chuyển lười biếng và thận trọng - một quan niệm sai lầm bởi vì một con gấu, trong điều kiện thích hợp, có thể chạy nhanh hơn một con ngựa.
Một nguồn gốc chính đáng khác là từ chữ "Bulla" có nghĩa là hóa đơn, hoặc hợp đồng. Khi một thị trường đang tăng lên, những người nắm giữ của các hợp đồng giao hàng trong tương lai của một hàng hóa thấy được giá trị gia tăng hợp đồng của họ. Một số giả thuyết tương tự đã được sử dụng như phương tiện giúp trí nhớ: Bull là viết tắt của 'bully', bây giờ mang ý nghĩa của 'xuất sắc'. Chúng ban đầu được dùng để chỉ hai gia đình hoạt động ngân hàng giao thương cũ, Barings và Bulstrodes. Từ "bò" thể hiện các hoàn vốn của thị trường là "đầy đủ", trong khi "gấu" ám chỉ đến các hoàn vốn của thị trường là "nghèo nàn". "Bò" tượng trưng cho tích trữ trước với sự tự tin quá mức trong khi "gấu" tượng trưng cho sự chuẩn bị cho mùa đông và ngủ đông trong nghi ngờ.
Một thị trường Bò có liên quan với tăng niềm tin nhà đầu tư, và tăng đầu tư vào các dự đoán tăng giá trong tương lai (các tăng vốn). Một xu hướng Bò trong thị trường chứng khoán thường bắt đầu trước khi nền kinh tế nói chung có dấu hiệu phục hồi rõ nét. Chỉ số Sàn giao dịch chứng khoán Bombay của Ấn Độ, Sensex, đã trong một xu hướng thị trường Bò trong khoảng năm năm, từ tháng 4 năm 2003 đến tháng 1 năm 2008 vì nó tăng từ 2.900 điểm lên 21.000 điểm. Các thị trường bò đáng chú ý được đánh dấu 1925-1929, 1953-1957 và giai đoạn 1993-1997 khi thị trường chứng khoán Mỹ và nhiều nơi khác tăng. Nếu lây lan Bò-Gấu (% của Bò - % của Gấu) đóng ở một thấp lịch sử, nó có thể là tín hiệu của một đáy. Thông thường, số gấu được khảo sát sẽ vượt quá số bò. Tuy nhiên, nếu số bò ở tại một cực cao và số gấu ở tại một cực thấp, một cách lịch sử, một đỉnh thị trường có thể vừa xuất hiện hoặc gần xảy ra.
Diễn giả Rory Vaden cho biết trong cuộc hành trình đưa bản thân vào kỷ luật, khôn ngoan hơn cả là học cách nghĩ của con trâu (bò Bison). Ở miền trung Colorado có rặng núi Rocky Mountains trải dài cả phía tây của Bang có thảo nguyên Kansas kéo từ những ngọn đồi thấp dưới chân núi tận sang phía đông. Bởi vì địa hình độc đáo nên đây là một trong số những nơi hiếm hoi trên thế giới có cả bò lẫn trâu. Đồng cỏ là một trong những nơi yêu thích của Rory Vaden để tìm kiếm những quy luật của thành công và cách thế giới vận hành. Cách hai loài vật này bò và trâu ứng xử trước thiên nhiên đưa ra bài học rất sâu sắc. Khi cơn bảo kéo đến từ phía tây, bò phản ứng theo một cách rất dễ đoán. Chúng biết bảo từ phía tây đến nên chúng đi sang phía đông để tránh bảo, nhưng vấn đề là bò chạy không nhanh lắm, nên chẳng mấy chốc bão đã đuổi kịp và con bò không biết làm gì hơn đành tiếp tục chạy. Thay vì tránh bão chúng lại chạy cùng bão và bị bão quật tả tơi. Ngược lại, con trâu hành xử rất độc đáo. Chúng đợi bảo đi qua đỉnh núi, rồi khi bảo đến chúng lao thẳng vào cơn bản. Bằng cách ấy, chúng đi xuyên qua cơn bảo đang hoành hành và giảm thiểu tổn hại do bảo gây ra, đây là cách đối diện trực diện các vấn đề của cuộc sống như loài trâu.

## Thành ngữ
- Mất bò mới lo làm chuồng
- Lo bò trắng răng

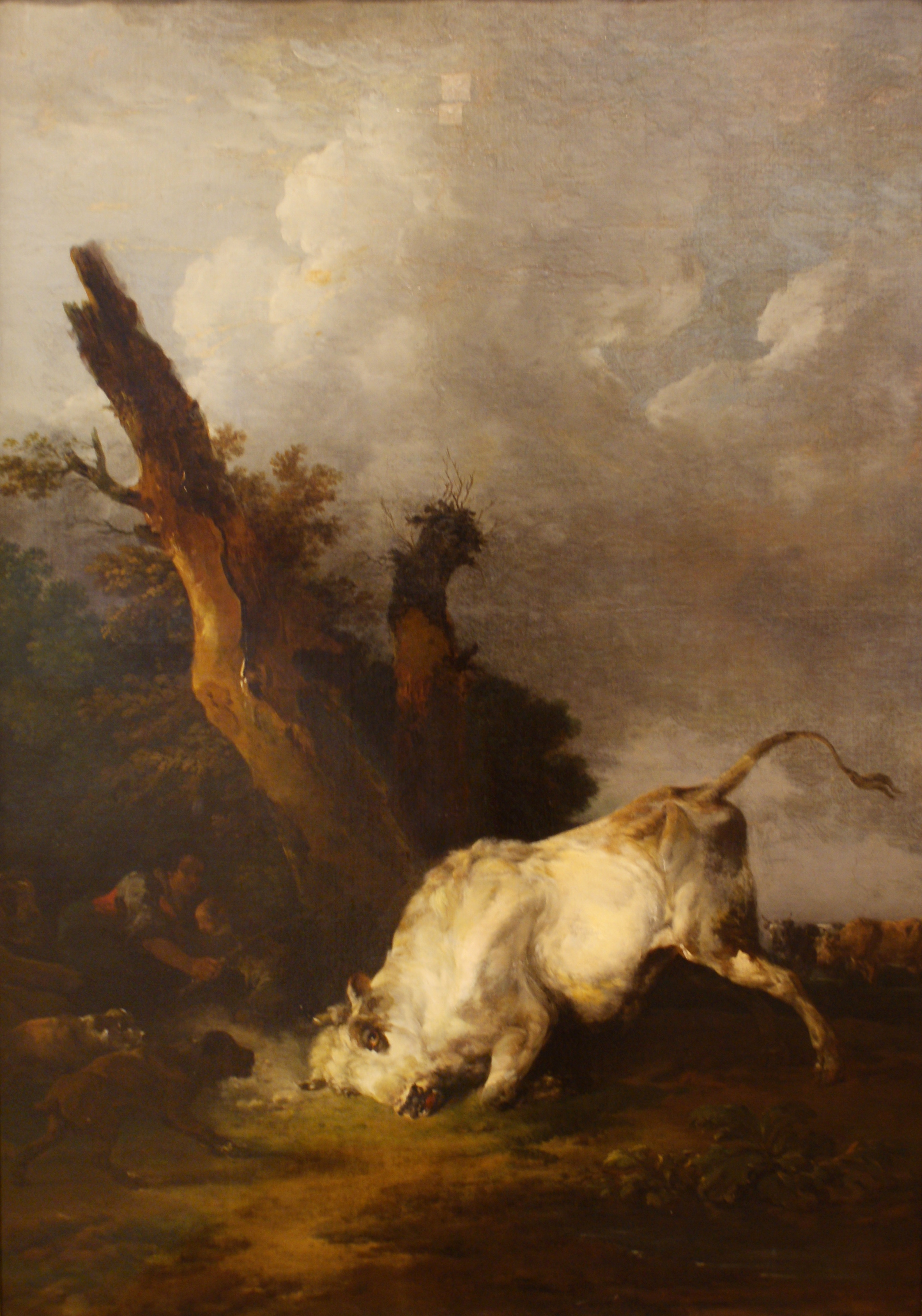
Họa phẩm về cảnh bắt bò

- Trâu bò húc nhau ruồi muỗi cũng chết
- Yếu trâu còn hơn khỏe bò
- Thằng bờm có cái quạt mo/phú ông xin đổi ba bò chín trâu
- Ngu như bò/dốt như bò
- Ngu như bò tót
- Lơ ngơ như bò đội nón: Khi kể chuyện vui về cái "ngốc" của những chú bò
- Ngu như bò đội nón
- Trâu gầy cũng tầy bò kéo: so sánh giữa trâu và bò khi kéo cày
- Trâu ho bằng bò rống: Chỉ sự vượt trội của trâu so với bò
- Trâu dong bò dắt chỉ về kinh nghiệm chăn trâu, chăn bò. Con trâu luôn luôn tuân theo chủ, nó thuộc đường đi lối về, nên người ta thường dong nó đi, chứ ít ai phải dắt mũi, khác hẳn với bò.
- Trâu cày ghét bò buộc
- Cưới em anh nghĩ cũng lo/Con lợn chẳng có, con bò thì không
- Trâu năm sáu tuổi còn nhanh/Bò năm sáu tuổi đã tranh về già/Đồng chiêm xin chớ nuôi bò/Mùa đông tháng giá, bò dò làm sao!
- Trâu bò ở với nhau, quen chuồng quen chỏi/Người ở với nhau lâu, inh ỏi đủ điều.
- Trâu chết mặc trâu, bò chết mặc bò.